# 入谷響
入谷 響（いりや ひびき、2005年12月21日 - ）は、日本の女子プロゴルファー。愛知県豊川市出身。中嶋常幸に師事。加賀電子所属。

## 経歴
2024年にプロテスト合格。
2025年6月22日、「ニチレイレディス」最終日に単独首位から出て、4バーディー、4ボギーで回り、通算12アンダーでツアー初優勝を果たした。2024年プロテスト合格の97期生で初優勝。

## トーナメント優勝

### ツアー優勝

#### JLPGAツアー（1）
| No. | Date               | Tournament       | スコア              | 2位との差 | 2位（タイ）                      |
| --- | ------------------ | ---------------- | ------------------- | --------- | -------------------------------- |
| 1   | 2025年6月20日-22日 | ニチレイレディス | −12（67-65-72=204） | 4打差     | ささきしょうこ 高橋彩華 永峰咲希 |